# Towarzystwo Najświętszej Marii Panny z Montrealu do Nawracania Indian
Towarzystwo Najświętszej Marii Panny z Montrealu do Nawracania Indian (fr. Société Notre-Dame de Montréal pour la Conversion des Sauvages) - stowarzyszenie założone w Kanadzie w 1642 roku, którego celem było prowadzenie misji wśród plemion indiańskich. Na jego czele stanęli Paul Chomedey de Maissonneuve i Jeanne Mance.